# Sudimampirlor
Sudimampirlor is een bestuurslaag in het regentschap Indramayu van de provincie West-Java, Indonesië. Sudimampirlor telt 4944 inwoners (volkstelling 2010).